# Nazionale maschile di beach soccer dell'Italia
La nazionale di beach soccer dell'Italia è la selezione maschile italiana di beach soccer, facente parte del Club Italia in seno alla Federazione Italiana Giuoco Calcio. Rappresenta l'Italia nelle competizioni ufficiali o amichevoli riservate a squadre nazionali.
La nazionale italiana ha vinto l'Euro Beach Soccer League nel 2005, nel 2018 e nel 2023. Nello stesso torneo ha raggiunto per due volte il secondo posto, per sei volte il terzo e per sei volte il quarto. Al campionato del mondo di beach soccer il miglior risultato raggiunto è il secondo posto, nel 2008, nel 2019 e nel 2024, oltre ad un terzo posto e a quattro quarti posti. Ai Giochi europei ha ottenuto la medaglia d'argento nel 2015 a Baku e nel 2023 in Polonia. Nel 2015 e nel 2019 inoltre la nazionale ha partecipato ai Giochi del Mediterraneo sulla spiaggia, aggiudicandosi la medaglia d'oro.

## Lista dei commissari tecnici
- 2004-2005  Pedro Pasculli
- 2005-2007  Massimo Agostini
- 2007       Fausto Silipo
- 2007-2011  Giancarlo Magrini
- 2011-2015  Massimiliano Esposito
- 2015-2017  Massimo Agostini
- 2018-oggi  Emiliano Del Duca

## Rosa
Lista dei 12 giocatori partecipanti al campionato mondiale di beach soccer 2025.
| N. |                   | Ruolo | Calciatore            |
| -- | ----------------- | ----- | --------------------- |
| 1  | Italia (bandiera) | P     | Leandro Casapieri     |
| 2  | Italia (bandiera) | C     | Alessandro Adriani    |
| 3  | Italia (bandiera) | A     | Camillo Marchesi      |
| 4  | Italia (bandiera) | C     | Gianmarco Genovali    |
| 5  | Italia (bandiera) | D     | Josep Junior Gentilin |
| 6  | Italia (bandiera) | D     | Luca Bertacca         |

| N. |                   | Ruolo | Calciatore                 |
| -- | ----------------- | ----- | -------------------------- |
| 7  | Italia (bandiera) | A     | Fabio Sciacca              |
| 8  | Italia (bandiera) | C     | Ovidio Alla                |
| 9  | Italia (bandiera) | A     | Emmanuele Zurlo (capitano) |
| 10 | Italia (bandiera) | C     | Tommaso Fazzini            |
| 11 | Italia (bandiera) | A     | Alessandro Remedi          |
| 12 | Italia (bandiera) | P     | Gean Pietro Carleti        |

CT: Emiliano Del Duca

## Staff tecnico
- Emiliano Del Duca - Allenatore
- Simone Feudi e Michele Leghissa - Assistenti allenatori
- Antonino Nosdeo - Preparatore dei portieri
- Luca Bossi - Preparatore atletico
- Alvise Clarioni e Daniele Delre - Medici
- Fabio Caliendo - Fisioterapista
- Ferdinando Arcopinto - Capodelegazione
- Sabrina Filacchione - Segretario
- Alessandro Paoli - Addetto stampa

## Giocatori del passato
Lista composta da ex-giocatori professionisti di calcio o da giocatori di beach soccer che hanno totalizzato molte presenze nella rappresentativa nazionale, portandola anche alla vittoria dell'Euro Beach Soccer League.
- Cristiano Pavone
- Stefano Torrisi
- Maurizio Iorio
- Cristiano Scalabrelli
- Massimo Agostini
- Paolo Di Canio
- Marco Ballotta
- Diego Armando Maradona Junior

## Palmarès
- Euro Beach Soccer League: 3

2005, 2018, 2023
- Giochi del Mediterraneo sulla spiaggia: 2

2015, 2019

## Statistiche dettagliate sui tornei internazionali

### Mondiali
In questa tabella sono presenti anche le edizioni non organizzate dalla FIFA e anche quelle dove la nazionale italiana non era gestita dalla FIGC.
| Anno | Luogo               | Piazzamento      | V | V + | P | Gol   |
| ---- | ------------------- | ---------------- | - | --- | - | ----- |
| 1995 | Brasile             | Quarto posto     | 2 | 0   | 3 | 24:26 |
| 1996 | Brasile             | Terzo posto      | 3 | 0   | 2 | 24:24 |
| 1997 | Brasile             | Primo turno      | 1 | 0   | 2 | 8:8   |
| 1998 | Brasile             | Primo turno      | 0 | 0   | 4 | 12:31 |
| 1999 | Brasile             | Primo turno      | 0 | 0   | 2 | 5:9   |
| 2000 | Brasile             | Quarti di finale | 1 | 0   | 2 | 14:20 |
| 2001 | Brasile             | Quarti di finale | 1 | 0   | 2 | 8:18  |
| 2002 | Brasile             | Primo turno      | 1 | 0   | 2 | 14:16 |
| 2003 | Brasile             | Primo turno      | 1 | 0   | 2 | 11:19 |
| 2004 | Brasile             | Quarto posto     | 3 | 0   | 2 | 11:13 |
| 2005 | Brasile             | Non partecipante | - | -   | - | -     |
| 2006 | Brasile             | Primo turno      | 0 | 0   | 3 | 6:11  |
| 2007 | Brasile             | Primo turno      | 1 | 0   | 2 | 13:12 |
| 2008 | Francia             | Secondo posto    | 3 | 1   | 2 | 27:21 |
| 2009 | Emirati Arabi Uniti | Quarti di finale | 1 | 1   | 2 | 11:12 |
| 2011 | Italia              | Quarti di finale | 1 | 2   | 1 | 18:18 |
| 2013 | Polinesia francese  | Non qualificata  | - | -   | - | -     |
| 2015 | Portogallo          | Quarto posto     | 4 | 0   | 2 | 27:20 |
| 2017 | Bahamas             | Quarto posto     | 4 | 0   | 2 | 37:25 |
| 2019 | Paraguay            | Secondo posto    | 3 | 1   | 2 | 38:27 |
| 2021 | Russia              | Non qualificata  | - | -   | - | -     |
| 2024 | Emirati Arabi Uniti | Secondo posto    | 4 | 0   | 2 | 20:14 |
| 2025 | Seychelles          | Quarti di finale | 2 | 0   | 2 | 16:10 |

### Europei
In questa tabella sono presenti anche le edizioni dove la nazionale italiana non era gestita dalla FIGC.
| Anno | Luogo                 | Piazzamento   | V | V+ | P | Gol   |
| ---- | --------------------- | ------------- | - | -- | - | ----- |
| 1998 | Europa                | Secondo posto | 4 | 1  | 3 | 38:26 |
| 1999 | Europa                | Quarto posto  | 3 | 0  | 5 | 34:47 |
| 2000 | Europa                | Quarto posto  | 3 | 1  | 4 | 32:36 |
| 2001 | Europa                | Terzo posto   | 6 | 1  | 4 | 59:66 |
| 2002 | Europa                | Primo turno   | - | -  | - | -     |
| 2003 | Europa                | Primo turno   | - | -  | - | -     |
| 2004 | Europa                | Quarto posto  | - | -  | - | -     |
| 2005 | Europa                | Campione      | - | -  | - | -     |
| 2006 | Europa                | Quarto posto  | 1 | 0  | 3 | 17:18 |
| 2007 | Europa                | Primo turno   | 0 | 0  | 2 | 7:11  |
| 2008 | Europa                | Quarto posto  | 3 | 0  | 3 | 28:30 |
| 2009 | Europa                | Terzo posto   | - | -  | - | -     |
| 2010 | Europa                | Secondo posto | 4 | 1  | 4 | 46:46 |
| 2011 | Europa                | Primo turno   | 3 | 1  | 4 | 28:27 |
| 2012 | Europa                | Terzo posto   | 4 | 0  | 5 | 44:34 |
| 2013 | Europa                | Sesto posto   | 5 | 1  | 4 | 43:35 |
| 2014 | Europa                | Quinto posto  | 5 | 2  | 3 | 41:37 |
| 2015 | Europa                | Quinto posto  | 5 | 1  | 1 | 43:29 |
| 2016 | Europa                | Sesto posto   | 5 | 0  | 5 | 42:38 |
| 2017 | Europa                | Terzo posto   | 5 | 1  | 4 | 37:35 |
| 2018 | Europa                | Campione      | - | -  | - | -     |
| 2019 | Italia e Portogallo   | Quarto posto  | 4 | 0  | 3 | 32:27 |
| 2020 | Portogallo            | Ritirata      | - | -  | - | -     |
| 2021 | Portogallo e Moldavia | Terzo posto   | 5 | 0  | 1 | 33:26 |
| 2022 | Italia                | Terzo posto   | 4 | 0  | 2 | 31:23 |
| 2023 | Italia                | Campione      | 6 | 0  | 0 | 32:13 |
| 2024 | Italia                | Secondo posto | 4 | 0  | 2 | 21:19 |

### Giochi europei
| Anno | Luogo       | Piazzamento   | V | V+ | P | Reti  |
| ---- | ----------- | ------------- | - | -- | - | ----- |
| 2015 | Azerbaigian | Secondo posto | 3 | 0  | 2 | 21:16 |
| 2019 | Bielorussia | Quinto posto  | 3 | 0  | 2 | 27:18 |
| 2023 | Polonia     | Secondo posto | 3 | 0  | 2 | 24:23 |